# Lička Jesenica
Lička Jesenica je naselje u Lici, smješteno ispod planine Mala Kapela, pripada općini Saborsko i Karlovačkoj županiji. 

## Zemljopis
Nadmorska visina u centru mjesta je 469 m. 
Udaljenost do nacionalnog parka Plitvičkih jezera iznosi 10 kilometara, do Zagreba iznosi 109 kilometra, do Splita 184 kilometara, a do Senj (Jadransko more) je svega 43 kilometra zračne linije.

## Stanovništvo
Prema popisu stanovništa iz 1991. godine, naselje je imalo 444 stanovnika, od čega je bilo 437 Srba, 1 Hrvat, te 6 ostalih i nacionalno neopredijeljenih.
Prema popisu stanovništa iz 2001. godine, većinsko stanovništvo je srpsko, pravoslavne vjere i mali broj slijedbenika Hare Krišna. Na popisu iz 2001. godine, naselje je imalo 119 stanovnika. 

### Popis stanovništva kroz stoljeća
Parohija Lička Jesenica (što je do 1991. godine bio i mjesni ured Lička Jesenica), osim istoimenog mjesta u općini Saborsko parohija obuhvaća još naselja Begovac i Blata. 

| godina popisa          | 1857. | 1869. | 1880. | 1890. | 1900. | 1910. | 1921. | 1931. | 1948. | 1953. | 1961. | 1971. | 1981. | 1991. | 2001. |
| ---------------------- | ----- | ----- | ----- | ----- | ----- | ----- | ----- | ----- | ----- | ----- | ----- | ----- | ----- | ----- | ----- |
| Begovac                | 167   | 254   | 259   | 300   | 296   | 238   | 234   | 310   | 296   | 281   | 256   | 218   | 135   | 174   | 25    |
| Blata                  | 297   | 340   | 306   | 365   | 379   | 465   | 445   | 468   | 435   | 330   | 341   | 299   | 240   | 31    | 50    |
| Lička Jesenica         | 910   | 984   | 988   | 1087  | 1150  | 1093  | 998   | 1268  | 1002  | 972   | 817   | 717   | 553   | 444   | 119   |
| Parohija (župa) ukupno | 1374  | 1578  | 1553  | 1752  | 1767  | 1796  | 1677  | 2046  | 1733  | 1583  | 1414  | 1234  | 928   | 649   | 194   |

Izvor: Naselja i stanovništvo Republike Hrvatske 1857. – 2001.
| broj stanovnika | 910   | 984   | 988   | 1087  | 1150  | 1093  | 998   | 1268  | 1002  | 972   | 817   | 717   | 553   | 444   | 119   | 100   | 73    |
|                 | 1857. | 1869. | 1880. | 1890. | 1900. | 1910. | 1921. | 1931. | 1948. | 1953. | 1961. | 1971. | 1981. | 1991. | 2001. | 2011. | 2021. |

## Naseljavanje i povijest
Lička Jesenica se spominje još u 15. stoljeću, 
a prvi put su je naselili pravoslavni (SPC) Srbi 1609. godine.
Poslije potpisanog mira između Turske i Austrougarske 11.11.1606.godine, položaj Srba na turskoj strani bio je sve teži, pa je prelazak srpskog stanovništva s turske na hrvatsku stranu bio sve češći i brojniji. Doseljenici su smatrali da će se udruženi s hrvatskim narodom lakše boriti protiv Turaka, te očuvati svoj nacionalni i vjerski identitet. U to vrijeme prostor od Sertić Poljane do ispred Modruša bio je napušten i to je bila ničija zemlja. Prva grupa pravoslavnih Srba doseljava se u Jesenicu 1609.godine ali se pod najezdom Turaka ubrzo povlače s tih područja, da bi se ponovo vratila veća grupa 1611.godine. U grupi su bile 62 porodice,sve su bile brojne,dosta ih je imalo i više od 10 članova,tako da je u ovoj grupi došlo preko 600 duša. Raspoređeni su u nebranjeni i napušteni prostor i imali su zadatak da obnove i brane tvrđavu u Jesenici, koja je u to vrijema bila najisturenija prema Turcima i nalazila se na pravcu čestih Turskih upada u Vojnu krajinu. U centru naselja zvanom Šlos rasporedilo se nekoliko porodica u neposrednoj blizini zapuštene tvrđave. Ostale porodice dobile su posjede i bile razmještene u Potkapelu,Gmajnu i Potpolje kako bi bili zaštićeni rijekom Jesenicom. Sva naselja su objedinjena u jedan naziv Jesenica. Poslije Austro-ugarske aneksije Bosne nazivu Jesenica dodat je atribut "Lička".
Iz Ličke Jesenice su 5. kolovoza 1991., JNA i snage pobunjenih Srba (pripadnici martićeve policije) bez ikakva povoda počele bombardirati Saborsko (vidi i pokolj u Saborskom)., što je kasnije dokazano na suđenu Slobodanu Miloševiću u Hagu, kada je to postala općeprihvaćena činjenica.
Uoči operacije Oluja nakon koje je Lička Jesenica oslobođena, pobunjeničke srpske vlasti pripremile su organiziranu evakuaciju srpskog stanovništva, tako da je tijekom oslobađanja, veći dio stanovništva organizirano napustio svoje domove, unatoč medijskih svakosatnih poziva hrvatskih vlasti.

## Spomenici i znamenitosti
Lička Jesenica ima pravoslavnu crkvu koja je posvećena svetom Iliji, a izgrađena je 1751.godine.
Sveti Ilija je ujedno i zaštitnik mjesta, te se tradicionalno svake godine 02.08. održava veliki crkveno narodni zbor i proslavlja slava hrama.

Stari grad Ieseniza
Stari grad Ieseniza i frankopanska srednjovjekovna tvrđava koja je četverokutnog oblika podignuta 1544. godine (vidjeti u listu Pobratim br.16. od 15. travnja 1900) na blagoj uzvišenoj kosi u podnožju sjeverozapadnih padina brda Borik i zatvarala je prijelaz preko rijeke Jesenice.
Rijekom je bila zaštićena s tri strane.Imala je četiri kule. Na 70 metera od istočne strane bio je iskopan dubok rov od ponora do glavnog toka rijeke u koji se u slučaju opasnosti puštala voda. Na rovu su bila dva čardaka. Na brdu Borik i zapadnim padinama brda Sivnik izgrađeni su čardaci, povezani rovovima koje su kontrolirali i branili stražari. U tvrđavi je 1806. rođen Mihajlo-Mićo Latas, kasnije poznatiji kao Omer Paša Latas (umro u Carigradu 1871.). Tvrđava je napuštana i obnavljana više puta, jer se nalazila na vrlo ugroženom pravcu. 1611.godine obnovili su je lokalni stanovnici, a 1625.god. pod najezdom Turaka napustili, da bi je ponovo zauzeli i obnovili 1642.god. te držali skoro tri stoljeća. Tvrđava je 1860.god pretvorena u pučku (osnovnu) školu, još 1900.godine tvđava je bila potpuno očuvana (vidjeti zapis Dragutina Hirca iz te godine, Daljnja okolina Plitvickih jezera), a 1924.god je napuštena, jer je iste godine završena izgradnja nove osnovne škole u Ličkoj Jesenici. Na žalost, danas više stari grad Ieseniza ne postoji i ostali su samo obrasli temelji ove tvrđave jer su joj komunističke vlasti nakon drugog svjetskog rata uništili svaki trag.
Rijeka Jesenica
Izvire ispod Male Kapele i teče 3 km do sela Lička Jesenica. Ima oko 4km toka, od kojeg jedan dio (oko 1 km) ljeti presuši. Gornji tok rijeke protječe kroz prekrasnu gorsku dolinu, punu crnogorice. Zatim rijeka prolazi kroz polje i tu su joj obale gusto obrasle vrbovim grmljem. Rijeka je u gornjem toku plitka ( korito ima prosjecnu dubinu 1,5 m). U donjem toku, koji je u ravnici, dubine dostizu u samom selu i do 5 metara. U rijeci zivi samo potočna pastrva i pior. Rijeka je mjestimično siroka i do 20 metara,  pa se onda suzuje na nekoliko metara širine.

Kvaliteta vode rijeke Jesenice

Tijekom 2006. godine provedeno je ispitivanje kvalitete vode rijeke Jesenice.
Laboratorijsko ispitivanje je obavljeno u Zavodu za javno zdravstvo grada Zagreba - Služba za zdravstvenu ekologiju.
Usporedni rezultati govore da je voda rijeke Jesenice, voda I kategorioje.
Značaj ovog rezultata je tim veći, jer je uzorkovanje obavljeno u Potpolju, dakle na kraju toka rijeke. Čitavim tokom zadržava ujednačenu kvalitetu i pitkost na bilo kojem mjestu.

Stari most
  na rijeci Jesenici izgradili su domicilni stanovnici koji nisu bili u vojnoj službi na crti obrane od turaka, a izrađen je od klesanog kamena i završen 1810. godine. Most je ujedno i dio stare ceste Marije Terezije koja je išla od Ogulina do Poljanka ( Plitvička Jezera), čiji su tragovi i danas vidljivi na ovome području.

## Obrazovanje
Područna škola Lička Jesenica, izgrađena 1924.godine zbog nedostatka učenika danas više nije u upotrebi. 

## Kultura
Već nekoliko godina u Ličkoj Jesenici postoji Hare Krišna centar, koji organizira ljetni kamp za svoje sljedbenike. 

## Vanjske poveznice
- Stranice sljedbenika Hare Krišna  Arhivirana inačica izvorne stranice od 2. lipnja 2007. (Wayback Machine)